# Przasnysz
Przasnysz è una città polacca del distretto di Przasnysz nel voivodato della Masovia.
Ricopre una superficie di 25,16 km² e nel 2004 contava 17 110 abitanti. Situata sulle rive del fiume Węgierka.
La città fu fondata nel Medioevo durante il regno della dinastia Piast in Polonia. Przasnysz era una città regia nel Regno di Polonia, amministrativamente parte del voivodato della Masovia.